# ألبوفيرا
ألبوفيرا (كان اسمها البُحَيْرَة أيام حكم الأندلسيين، ومنها يتأصل الاسم البرتغالي الحالي للمدينة) هي مدينة من مدن البرتغال وإحدى بدليات فارو تقع في أقصى جنوب المنطقة. يبلغ عدد سكانها 40,828 نسمة وذلك حسب إحصائيات سنة 2011. وتُعتبر وجهة سياحية حيث يكتظ عدد السكان إلى 300 ألف نسمة في الصيف وفي احتفالات رأس السنة نظراً لعدد الفنادق والمساكن في المنطقة التي تضم عدداً من الأماكن السياحية والمطاعم وملاعب الغولف.

## توأمة
لألبوفيرا اتفاقيات توأمة مع كل من:
- لينتس
- فايف (اسكتلندا)
- سال [الإنجليزية]‏

## أعلام
- جواو كامبوس
- توماس باروسو
- ميغيل برايا
- لياندرو بيمينتا
- فيليبا سوزا

## وصلات خارجية
- الموقع الرسمي